# Rocky Creek Bridge
Die Rocky Creek Bridge ist eine 1932 eröffnete Stahlbeton-Bogenbrücke in Big Sur, Kalifornien. Die Brücke im Art-déco-Stil befindet sich ungefähr 20 km südlich von Carmel und etwa ein Kilometer nördlich der bekannteren Bixby Creek Bridge im Monterey County. Sie überführt die California State Route 1 über den Rocky Creek. Die Bogenbrücke mit aufgeständerter Fahrbahn ist 152 m lang und hat eine Spannweite von 73 m.